# Bermudashorts

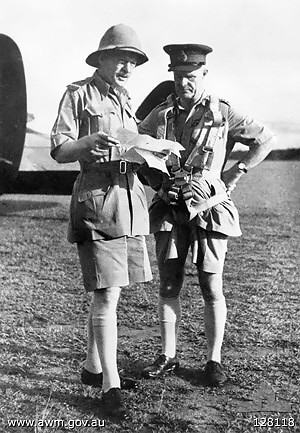
De brittiska officerarna Brooke-Popham och Wavell under andra världskriget, iklädda Bermudashorts

Bermudashorts eller bermudas är snäva byxor som slutar strax ovanför knäet. De används främst som strandplagg.
Namnet kommer från Bermuda, som är ett brittiskt territorium.
På 1930-talet blev Bermuda ett turistmål. Det var då enligt lokala föreskrifter förbjudet att visa låren offentligt, vilket ledde till skapandet av detta byxmode (praktiskt på grund av det varma klimatet).